# Ali Reza Mansourian
Ali Reza Mansourian, scritto anche Alireza Mansourian (pers. علیرضا منصوریان; Teheran, 2 dicembre 1971), è un allenatore di calcio ed ex calciatore iraniano, di ruolo centrocampista.

## Carriera

### Giocatore

#### Club
Inizia a giocare nell'Esteghlal Tehran, dove conquista il posto da titolare giocando nel ruolo di centrocampista - venendo impiegato a volte come fantasista - supportato dal capitano Javad Zarincheh nelle azioni offensive.
Vinse il campionato 1997-1998 (Azadegan League), per anni sotto il dominio del Persepolis, l'altra squadra della capitale (Teheran).
Per la stagione 1998-1999 venne acquistato dallo Skoda Xanthi, squadra che militava nella Alpha Ethniki, ovvero il massimo campionato greco. Nella prima stagione disputa 17 partite, mentre l'anno successivo trova poco spazio, decidendo di trasferirsi all'Apollon Smyrnis: gioca 6 gare segnando una rete, terminando il campionato con la retrocessione.
Per la stagione 2000-2001 si trasferisce in Germania nel St. Pauli giocando 11 partite in Bundesliga 2 e concludendo la stagione con la promozione nella massima divisione tedesca. Trascorre l'anno successivo soprattutto in panchina, in una stagione negativa per il FC St. Pauli che tornerà nuovamente in Bundesliga 2.
Ritorna all'Esteghlal Tehran per il campionato 2002-2003 - il secondo anno dell'Iran Pro League, il campionato professionistico iraniano - che si conclude con la salvezza per la squadra di Teheran. Nella stagione 2003-2004 è il capitano della squadra che fallirà il titolo all'ultima giornata di campionato terminando a 2 punti dal PAS Tehran.
Vincerà il titolo nel campionato 2005-2006. Il suo ultimo trofeo sarà l'Hazfi Cup della stagione 2007-2008 alla fine della quale si ritira dal calcio giocato.

#### Nazionale
Raggiunse la maglia della Nazionale a metà degli anni novanta già mentre giocava nella squadra di calcio iraniana dell'Esteghlal Tehran. Venne impiegato nelle gare di qualificazione ai Mondiali di calcio di Francia 98, mantenendo il posto da titolare sotto la gestione sia di Valdier Vieira sia di Tomislav Ivić e contribuendo alla qualificazione alla fase finale.
Viene quindi convocato per i Mondiali 1998, partendo dalla panchina in favore dell'ex compagno di club Hamid Reza Estili, più anziano di lui e preferitogli dal C.T. Jalal Talebi - diventato allenatore dell'Iran. Esordì ai Mondiali nella prima partita del Gruppo F contro la Jugoslavia (14 giugno 1998) sostituendo Estili nella partita che l'Iran perse 1-0 con gol su punizione di Siniša Mihajlović. Partì dalla panchina anche nella gara contro gli Stati Uniti vinta 2-1 dall'Iran, dove la prima rete venne segnata proprio da Estili, di cui ne veniva ormai considerato il vice; Talebi decise di farlo entrare come sostituto di Khodadad Azizi, permettendogli di innescare l'azione che avrebbe portato alla seconda rete iraniana da parte di Mehdi Mahdavikia. Non giocò la partita contro la Germania, terminata 2-0 per i tedeschi, che sancì l'eliminazione dal torneo.

### Allenatore
All'inizio della stagione 2009-2010 diventa allenatore del Pas Hamedan, venendo esonerato nell'ottobre 2009 dopo dieci partite di cui sei sconfitte.

## Palmarès

### Giocatore
- Campionato iraniano: 1

Esteghlal: 2005-2006
- Coppa dell'Iran: 2

Esteghlal: 1995-1996, 2007-2008